# Уорнер, Конрад
Ко́нрад Уо́рнер (англ. Conrad Warner; 14 апреля 1850 — 10 апреля 1890) — английский футболист, вратарь. Провёл 1 матч за национальную сборную Англии.

## Биография
Родился в Крипплгейте (Лондон) в богатой семье квакеров. Его отец владел литейным бизнесом. Помимо футбола Конрад увлекался бегом на короткие дистанции, крикетом, большим теннисом, хоккеем, катанием на коньках. Занимался книгоиздательским бизнесом. Умер от пневмонии во время деловой поездки в Нью-Йорк в апреле 1890 года.

## Футбольная карьера
Выступал за футбольный клуб «Аптон Парк», в составе которого был капитаном. В середине 1880-х годов был президентом клуба.
Выступал за команды футбольных ассоциаций Лондона и Мидлсекса.
2 марта 1878 года провёл свою единственную игру за национальную сборную Англии в матче против сборной Шотландии на стадионе «Хэмпден Парк» в Глазго. Шотландцы разгромили соперника со счётом 7:2.